# Huachuma Centro
Huachuma Centro es un caserío peruano ubicado en el distrito de Ayabaca, perteneciente a la provincia homónima del departamento de Piura, al norte del Perú. 

## Ubicación
Huachuma Centro se ubica al noreste de la provincia de Ayabaca, en el distrito de Ayabaca, en el departamento de Piura.

## Demografía
En 2017 Huachuma Centro tenía una población de 285 habitantes.
| Gráfica de evolución demográfica de Huachuma Centro entre 1993 y 2017 |
|                                                                       |
| Fuentes: Población 1993 y 2017                                        |